# Uusna
Uusna est un village de la commune de Viljandi du comté de Viljandi en Estonie. Avant 1920, il se nommait Neu-Tennasilm et abritait, du temps du gouvernement de Livonie, le manoir de la famille von zur Mühlen.
Au 31 décembre 2011, il compte 336 habitants.